# Flugfångare

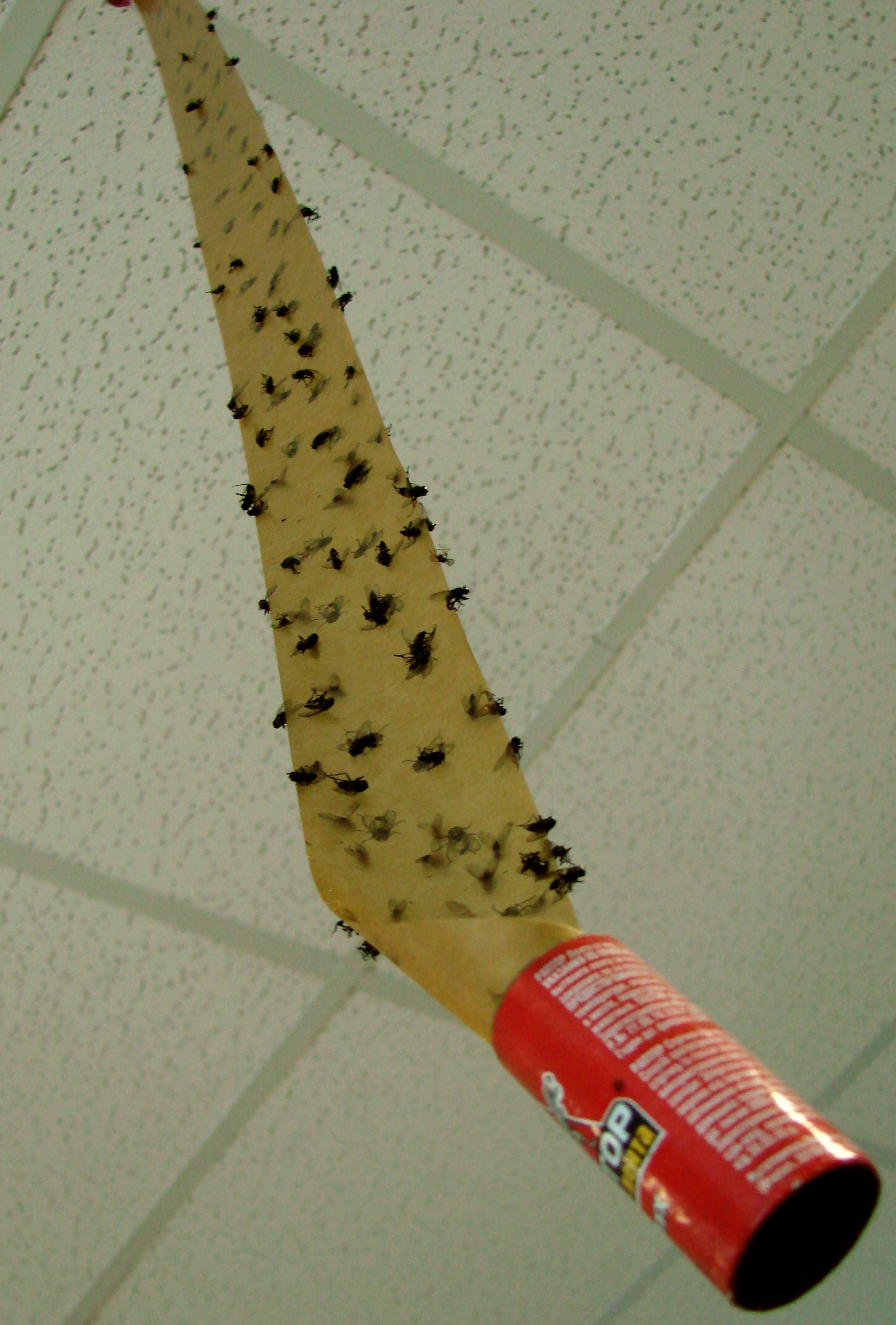
Flugpapper.

Flugfångare är en anordning för att fånga flugor och andra störande flygande insekter, som utgör skadedjur. Flugfångare finns i olika utföranden.

## Olika typer av flugfångare

### Klisterremsa
En cirka meterlång och decimeterbred pappersremsa, som är belagd med ett klibbigt ämne och med en doft som attraherar insekter. Dessa lockas till flugfångaren, och fastnar där.
Vid tillverkningen rullas den klibbiga remsan till en rulle, förses med en upphängningsanordning och stoppas in i en papphylsa, så att fångaren kan hanteras utan kladd. Vid användning drar man försiktigt ut kortänden på remsan ur hylsan, varvid remsan bildar en helix, och hänger upp den på den plats man önskar reducera flugantalet.
Denna flugfångare är av slita/släng-typ.

### Behållare

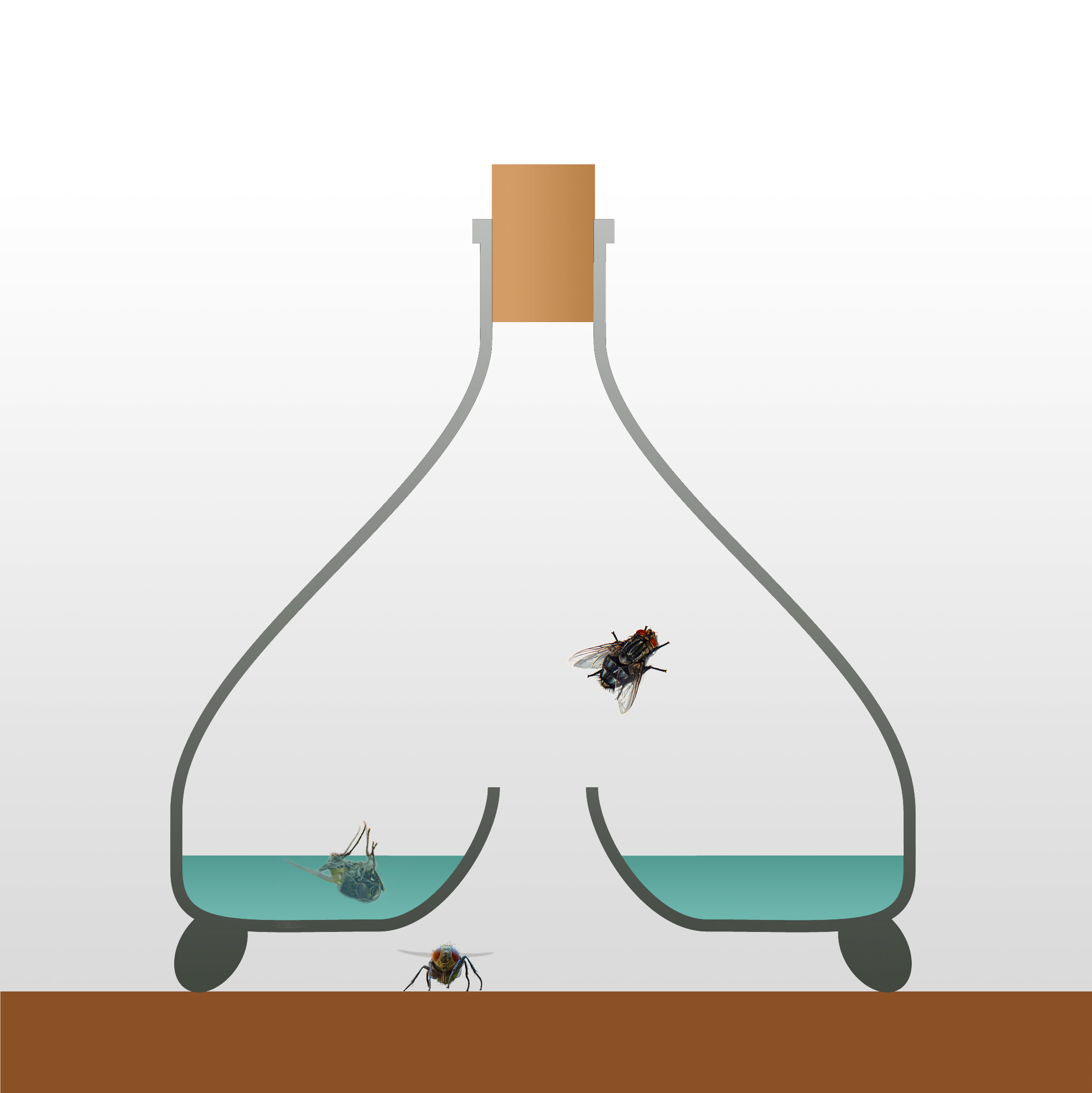
Insektsfälla i form av behållare.

Diverse fällor, som lockar insekterna till ett litet hål i en behållare, varifrån insekten har svårt att hitta ut. Dessa används inte bara mot flugor, utan även mot exempelvis getingar. Principen liknar den för olika sorters nät, som används vid fiske. När fällan fångat ett antal insekter tas dessa av daga genom dränkning, genom att hela anordningen sätts ner i ett vattenfyllt kärl.

### Elektrisk fälla
En elektrisk fälla kan bestå av en nätbur med högspänning elektriskt laddade metalltrådar. En insekt som kommer i kontakt mellan olikpoliga trådar dödas direkt. Denna anordning är bra för att reducera exempelvis myggangrepp. Insekterna lockas flyga in i buren av en lampa inne i apparaten, varför den är effektivare under den mörka delen av dygnet. Denna apparat kostar mångdubbelt mer än den enkla klibbiga pappersremsan och kräver tillgång på elektrisk kraft, men å andra sidan varar den ju längre. Högspänningen är inte farlig för människor, men kontakt med trådarna är obehaglig. Apparaten kan användas såväl inomhus som utomhus. En nackdel är att den orsakar radiostörningar varje gång en insekt bränns ihjäl.

### Kemisk fälla
En kemisk metod, där en tablett långsamt förgasas genom uppvärmning av ett litet elektriskt värmeelement med nära nog försumbar elektrisk effekt. Gasen påstås vara ofarlig för människor och husdjur, men för insekter dödlig, eller åtminstone avskräckande. Nackdelar med denna apparat är att den fungerar endast inomhus i ett rum med stängda fönster och dörrar. Utomhus blir gasen så utspädd att den blir overksam. Dessutom krävs tillgång till elektrisk kraft.